# Marcassita
A marcassita (do aramaico makkashitha, pelo árabe marqachita) é mineral de sulfeto de ferro (FeS2). É o polimorfo ortorrômbico da pirita.
Com dureza 6 - 6,5 e com peso específico 4,8 - 4,9, cristaliza no sistema ortorrômbico e e possui brilho metálico e opaco.
Devido ao fato de ter tendência a virar pó, não é utilizada em joias, utiliza-se pirita que não se desfaz, pirita também é um tipo de sulfeto de ferro. Mas como joalheiros são leigos e acham marcassita um nome mais bonito, eles rotulam joias de pirita como joias de marcassita.